# 쿠하라 후사노스케
쿠하라 후사노스케(일본어: 久原 房之助: 1869년 7월 12일[메이지 2년 6월 4일] - 1965년[메이지 40년] 1월 29일)는 일본의 실업가, 정치가다. 히타치제작소・닛산자동차・히타치조선・일본광업 창립의 기반이 된 쿠하라광업소(히타치 동광) 및 쿠하라 재벌의 총수로서, 「광산왕」(鉱山王)이라는 별명으로 불렸다.
제1차 세계대전 이후의 공황을 계기로, 기업지배권을 몽땅 처남에게 물려주고 정계에 진출했다. 중의원의원 5선(16, 17, 18, 18, 25대), 체신대신, 내각참의, 대정익찬회 총무, 입헌정우회 정통파 총재를 역임했다. 전후에는 A급 전범 용의자(불기소)가 되어 공직추방을 당했다.
전후 중일・중소국교회복회의 의장 등을 맡았다. 서훈은 정3위 훈1등 수보장.